# 浅利太門
浅利 太門（あさり たもん、2002年9月6日 - ）は、大阪府大阪市出身のプロ野球選手（投手）。右投右打。北海道日本ハムファイターズ所属。

## 経歴

### プロ入り前
大阪市立堀江小学校1年生のときに『西ファイターズ』で野球を始め、6年夏には大阪選抜として世界大会に出場した。大阪市立堀江中学校では『大淀ボーイズ』で2年夏までプレー。その後は同校の軟式野球部に在籍した。
興國高校では1年夏に部員125名という激しい競争を勝ち抜いて背番号11でベンチ入りし、南大阪大会で全2試合に登板。2年夏は大阪大会1回戦で上田大河擁する大商大高校に敗れたが、浅利は4回無失点に抑えた。主将兼エースとして臨んだ2年秋は府予選3回戦敗退。3年夏は新型コロナウイルスの影響で甲子園大会およびその出場権を懸けた地方大会が中止となり、独自代替大会（大阪）では準々決勝で敗れた。甲子園出場経験はなし。
明治大学ではリーグ戦デビューが3年春と遅咲きであったが、3年秋はリリーフとして12回1/3を投げて防御率1.46の好成績。4年春は調子が上がらなかったが、4年秋は150km/hを連発と調子を上げた。
2024年10月24日に開催されたドラフト会議にて、北海道日本ハムファイターズから3位指名を受けた。11月28日には契約金6000万円・年俸1000万円（いずれも金額は推定）で仮契約を締結。12月8日に新入団会見が行われ、背番号は35と発表された。担当スカウトは山本一徳。

## 選手としての特徴
真上から振り下ろす伸びのあるストレートが最大の武器。最速は154km/h、回転数は神宮球場のトラックマンで2500rpm台中盤〜2600rpmを計測している。
変化球はトレバー・バウアーを参考にしたスプリットチェンジの他、スライダー、カットボールを投じる。

## 人物
岩崎峻典とは中学時代からの友人であり、岩崎も2024年度ドラフト会議で福岡ソフトバンクホークスから6位指名を受けている。

## 詳細情報

### 背番号
- 35（2025年[15] - ）